# Dinel Tollea
- Dinel Tollea s-a născut pe 14 decembrie 1954 în România și a decedat pe 22 august 1997, la doar 42 de ani, în urma unui tragic accident — s‑a înecat la Marea Neagră în vacanță cu fiul său Bihoreanul
- A fost absolvent al Conservatorului din București și a devenit un muzician apreciat în circuitul rock – hard rock din România .

## Activitatea muzicală
- A fost co-fondator și claviaturist al trupei Cargo (Timișoara), activă între 1985 și aproximativ 1992 Facebook.
- Cu Cargo a participat la primele single-uri (ex. „Ana” – 1990), precum și la albumul lor de debut Povestiri din gară (1992), contribuind intens la sunetul rock‑hard
- A părăsit formația în anii ‘92‑93 și s–a mutat în Elveția .

## Activitate solo
- După plecarea sa din Cargo, a lansat, postum, albumul Draculand (1998), clasificat ca pop-rock. Un extras celebru de pe acest album este piesa „Secretul”

## Moarte și moștenire
- S-a stins în 1997, iar în amintirea lui trupa Cargo și comunitatea rock românească îl cinstesc ca pe un muzician autentic și dedicat.
- Activitatea lui în perioada de început a trupei rămâne una dintre contribuțiile de bază la rockul românesc, în special rum‑hard‑rock din Timisoara.

## Concluzie
Dinel Tollea rămâne în memoria publică ca un claviaturist talentat, care a avut un impact semnificativ în formarea sunetului distinct al band‑ului Cargo în anii ‘80‑‘90. Tragedia prematurei lui dispariții la doar 42 de ani a întrerupt o carieră promițătoare, însă muzica rămâne drept mărturie a pasiunii și abilităților sale.
Dacă ești interesat să asculți „Secretul” sau alte piese de pe Draculand, găsești ușor fragmente pe YouTube și platformele de muzică.